# Machowa
Machowa – wieś w Polsce, położona w województwie podkarpackim, w powiecie dębickim, w gminie Pilzno, przy drodze krajowej nr 94, około 7 km na zachód od Pilzna.
Graniczy z Pilznem, Łękami Dolnymi, Łękami Górnymi, Podlesiem, Pogórską Wolą, Żdżarami i Lipinami.
W latach 1975–1998 Machowa administracyjnie należała do województwa tarnowskiego.

## Integralne części wsi
| SIMC    | Nazwa     | Rodzaj    |
| ------- | --------- | --------- |
| 0826237 | Borki     | część wsi |
| 0826243 | Koniec    | część wsi |
| 0826250 | Załaźnica | część wsi |
| 0826266 | Zastaw    | część wsi |

## Historia
Machowa była wsią prywatną, z właścicieli zapisali się w jej dziejach m.in. Maciej Niemyski, fundator budowy kościoła z 1778 roku oraz hrabiowska rodzina Ankwiczów, władająca Machową od początku XIX wieku. Pochodziła z niej córka hr. Stanisława Ankwicza i Anny z Łępickich, Henrietta Ewa (1810–1879), która zapisała się w historii jako młodzieńcza miłość Adama Mickiewicza, adresatka jego wierszy: „Do mego Cziczerona”, „Do H... Wezwanie do Neapolu. (Naśladowanie z Goethego)”. Ankwiczówna została później żoną Stanisława Sołtyka, a następnie Kazimierza Kuczkowskiego, właściciela m.in. niedalekiego Zassowa. Po śmierci została pochowana w rodzinnej krypcie pod prezbiterium kościoła w Machowej.

## Zabytki
- Kościół parafialny w Machowej pw. Trójcy Przenajświętszej (dekanat Pilzno), wzniesiony w 1778  jako kapelania dworska. Od 1889 była tu ekspozytura parafii w Łękach Górnych, zaś samodzielna parafia została erygowana przez biskupa tarnowskiego Leona Wałęgę w 1925.

Poza tym w Machowej znajdują się otoczone murem pozostałości parku dworskiego. Same zabudowania zostały zniszczone w pożarze w 1958 roku. Na północnych krańcach wsi rozciągają się podmokłe łąki i lasy – ostoja dzikiego ptactwa.

## Sport
W latach 1991–1993 w Machowej działał, przy wybudowanym specjalnie w tym celu torze, klub żużlowy Victoria Rolnicki Machowa. W latach 2005–2011 w klasie B (grupa: Dębica II) grał KS Machowa.

## Religia
Miejscowość jest siedzibą rzymskokatolickiej parafii Trójcy Przenajświętszej należącej do dekanatu Pilzno w diecezji tarnowskiej.